# مرکز پلیس
مرکز پلیس (به انگلیسی: Copshop) یک فیلم اکشن و دلهره‌آور آمریکایی محصول ۲۰۲۱ به کارگردانی جو کارنهان و نویسندگی کورت مک‌لئود و کارنهان است که براساس داستانی از مک‌لئود و مارک ویلیامز ساخته شده است. در این فیلم که جرارد باتلر، فرانک گریلو و الکسیس لودر در آن بازی می‌کنند، در یک ایستگاه پلیس در یک شهر کوچک قرار دارد که به میدان جنگ بین یک آدمکش حرفه‌ای، یک پلیس تازه‌کار و یک شیاد مسلح تبدیل می‌شود.
.
فیلمبرداری در اکتبر تا نوامبر سال ۲۰۲۰ جورجیا و نیومکزیکو انجام شد. این فیلم قرار است توسط کمپانی اوپن رود فیلمز در ایالات متحده منتشر بشود.

## داستان
کلاهبردار و دلالی به نام تدی مورِتو (Teddy Murretto) در خودروی پلیس بدون پلاک و گلوله‌خورده‌ای در حال فرار است که خودرو در نزدیکی گان‌کریک، نوادا از کار می‌افتد. در همان زمان، افسر تازه‌کار، والری یانگ، در حال متفرق‌کردن دعوایی بیرون یک کازینو است که مورِتو به‌عمد به او ضربه می‌زند تا دستگیر شود و از دست تعقیب‌کنندگانش در امان بماند. اما آدمکش حرفه‌ای، باب ویدیک، خود را به‌عنوان رانندهٔ مست جا می‌زند و به همین ایستگاه پلیس منتقل و بازداشت می‌شود.
مورِتو و ویدیک در سلول‌های جداگانه قرار می‌گیرند و ویدیک هویت واقعی خود را برای مورِتو فاش می‌کند. یکی از مأموران فاسد پلیس، هیوبر، مجبور شده از انبار شواهد مواد مخدر بدزدد و ویدیک نیز دستگاه دودزایی را در قالب پمپ انسولین در ایستگاه کار گذاشته است. با به‌صدا درآمدن آژیر، ویدیک مرد مست هم‌سلولی‌اش را کتک زده و بی‌هوش می‌کند، گروهبان میچل، سرکلانتر ایستگاه پلیس، را از پای درمی‌آورد و سلاح او را به‌دست می‌آورد، اما پیش از آن‌که بتواند مورِتو را بکشد، یانگ مداخله می‌کند، او را به سلول بازمی‌گرداند و جان مرد مجروح را با یک نای‌تراشی فوری نجات می‌دهد.
مورِتو وضعیت خود را برای یانگ توضیح می‌دهد: او به نمایندگی از کارفرمایان خلاف‌کارش تلاش کرده بود دادستان کل ایالت، ویلیام فنتون، را بخرد، اما فنتون نپذیرفت و کشته شد. چون فنتون گفتگوهایشان را ضبط کرده بود، مورِتو مجبور شد با اف‌بی‌آی همکاری کند، که همین موجب شد مافیا حکم قتلش را صادر کند. او در جریان تیراندازی بین پلیس‌های فاسد لاس‌وگاس و اف‌بی‌آی، از دست عاملانش گریخت و با خودرویی بدون پلاک فرار کرد.
یانگ از کارآگاه «دینا شایِر» در پلیس لاس‌وگاس می‌فهمد که همسر سابق و فرزند مورِتو کشته شده‌اند. شایر به‌طور پنهانی صحنهٔ درگیری میان اف‌بی‌آی و پلیس‌های فاسد را پاک‌سازی می‌کند. در همین حال که مورِتو و ویدیک با یکدیگر تهدید رد و بدل می‌کنند، آدمکش دیگری به نام آنتونی لمب، در نقش مأمور تحویل بادکنک وارد می‌شود. لمب به‌سرعت چند پلیس و امدادگر را به قتل می‌رساند و هیوبر نیز گروهبان میچل و مرد زخمی را می‌کشد.
یانگ رمز عبور درِ ضدگلولهٔ سلول‌ها را تغییر می‌دهد و خود را با مورِتو و ویدیک درون آن محبوس می‌کند، اما گلولهٔ کمانه‌کرده‌ای از اسلحهٔ خودش به شکمش اصابت می‌کند. او متوجه می‌شود که هیوبر با کارفرمایان لمب هم‌دست است. هیوبر و لمب می‌کوشند از دیوار به سلول مورِتو نفوذ کنند. مورِتو، یانگِ مجروح را قانع می‌کند که او را آزاد کند و اسلحه‌اش را به او می‌سپارد تا قول بدهد وسایل پزشکی بیاورد. یانگ به‌ناچار به مورتو خبر می‌دهد که خانوادهٔ او مرده‌اند و ویدیک تأیید می‌کند که قاتل آن‌ها لمب بوده است.
دو مأمور دیگر به ایستگاه بازمی‌گردند و با هیوبر و لمب روبه‌رو می‌شوند، اما هر دو کشته می‌شوند. مورِتو به آن‌ها کمین می‌زند. ویدیک نیز یانگ را راضی می‌کند که او را آزاد کند. او برق را قطع کرده و دوش‌های حمام را روشن می‌کند تا ایستگاه را پر از بخار کند. سپس هیوبر را اسیر کرده و با ابزارهای خودش شکنجه می‌دهد. هم‌زمان مورِتو در رخت‌کن‌ها لمب را دنبال می‌کند. لمب به اشتباه هیوبر را می‌کشد و سرانجام توسط ویدیک زخمی می‌شود. ویدیک به مورِتو فرصت می‌دهد که خودش لمب را بکشد، اما مورِتو ابتدا به ویدیک شلیک کرده و سپس لمب را از پا درمی‌آورد.
مورِتو به‌جای کمک به یانگ، ایستگاه پلیس را به آتش می‌کشد، اما یانگ، که زخم گلوله‌اش را پانسمان کرده، با او روبه‌رو می‌شود. درگیری شدید مسلحانه‌ای درمی‌گیرد و یانگ با آخرین گلوله‌اش مورِتو را زخمی می‌کند. شایر از راه می‌رسد و به یانگ شلیک می‌کند، اما جلیقهٔ ضدگلوله جانش را نجات می‌دهد و ویدیک، که زنده مانده، شایر را از پا درمی‌آورد. ویدیک در نهایت مورِتو را می‌کشد و مأموریتش را به‌پایان می‌برد، سپس با خودروی پلیس، کیف مورِتو و سر لمب داخل کیسه‌ای از صحنه می‌گریزد. یانگ که توسط امدادگران مداوا می‌شود، آمبولانس را تصاحب کرده و در تعقیب ویدیک راهی می‌شود، در حالی که هر دو با ترانهٔ «فِرِدی مُرده» که از رادیو در حال پخش است، زیر لب همراهی می‌کنند.

## فیلمبرداری
فیلم‌برداری اصلی در اکتبر سال ۲۰۲۰ در استودیوی بلک هال در آتلانتا آغاز شد. همچنین فیلمبرداری در البوکرکی، نیومکزیکو. در ۲ اکتبر، فیلمبرداری پس از مثبت بودن آزمایش ۳ نفر از اعضای بیماری کروناویروس ۲۰۱۹ در میان دنیاگیری کووید-۱۹ کار تعطیل شد. فیلمبرداری تا ۵ اکتبر از سر گرفته شده بود و در تاریخ ۲۰ نوامبر به پایان رسیده بود.